# Bobby Robson
Robert William "Bobby" Robson, CBE, född 18 februari 1933 i Sacriston, County Durham, död 31 juli 2009 i County Durham, var en engelsk fotbollsspelare och fotbollstränare, mest känd som Englands förbundskapten 1982-1990.

## Karriär
Robson växte upp under enkla förhållanden och trångboddhet i nordöstra England som son till en kolgruvearbetare. 
Robson var under sin aktiva karriär fotbollsspelare i Fulham FC och West Bromwich Albion FC. Han representerade  även det engelska landslaget mellan åren 1957 och 1962.
Robsons storhet kom dock som tränare. 1969 tog han över Ipswich Town och förde den lilla klubben till stora framgångar under slutet av 70- och början av 80-talet, med bland annat FA-cupseger 1978. Senare kom han att träna det engelska landslaget mellan åren 1982 och 1990. Han var även tränare för PSV Eindhoven, Sporting, FC Porto och FC Barcelona. Hans sista tränaruppdrag var för Newcastle United mellan 1999 och 2004.
Under tiden i Porto och Barcelona banade han även väg för José Mourinho och André Villas-Boas in i världsfotbollen. 
De sista åren i livet drabbades Robson av cancer. Han avled i sitt hem i County Durham 2009.

## Utmärkelser
- Kommendör av 2 klass av Brittiska imperieorden
- Knight Bachelor

[Redigera Wikidata]